# Manuel Villegas
Manuel Villegas Bouchez (* 26. März 1907 in Xalapa; † unbekannt) war ein mexikanischer Schwimmer und Wasserspringer.

## Karriere
Villegas nahm 1926 an den Zentralamerikaspielen in Mexiko-Stadt teil. Dort gewann er über 1500 m Freistil Silber und im Wasserspringen Bronze. Vier Jahre später war er ein zweites Mal Teilnehmer der Zentralamerikaspiele. Im kubanischen Havanna konnte er sich mit der Staffel über 4 × 100 m Freistil eine weitere Silbermedaille sichern. 1932 nahm der Mexikaner an den Olympischen Spielen in Los Angeles teil. Dort platzierte er sich in den Wettbewerben über 400 m und 1500 m Freistil auf Rang fünf bzw. vier seiner Vorläufe und konnte sich somit nicht für die Halbfinale qualifizieren.